# São Brás de Alportel
São Brás de Alportel ist eine portugiesische Stadt und gehört zu Subregion Algarve, die zur gleichnamigen Region und zum Distrikt Faro gehört, mit 11 248 Einwohnern (2021) im Stadtgebiet.
Sie ist Sitz des Kreises São Brás de Alportel mit einer Fläche von 153,37 km² und 11 248 Einwohnern (2021), die in eine Gemeinde aufgeteilt ist. Der Kreis grenzt im Norden und Osten an den Kreis Tavira, im Südosten an Olhão, im Süden an Faro und im Westen an Loulé.

## Gemeinden
Der Kreis besteht nur aus einer Gemeinde:
- São Brás de Alportel

## Demografie
Bei der Volkszählung 2021 verzeichnete der Kreis São Brás de Alportel 11 248 Einwohner, das sind 586 Einwohner mehr als bei der Volkszählung 2011, bei der 10 662 Einwohner registriert wurden. Die einzige Gemeinde verzeichnete ein Bevölkerungswachstum von 5,5 %.

## Bevölkerung im Kreis
| 1920   | 1930   | 1960  | 1981  | 1991  | 2001   | 2011   |
| 11.399 | 10.291 | 9.058 | 7.506 | 7.526 | 10.032 | 10.662 |

## Verwaltung
Der Kreis São Brás de Alportel besteht nur aus der Gemeinde (Freguesia) São Brás. Der Ort São Brás de Alportel ist Sitz des Kreises (Município). Die Nachbarkreise sind (im Uhrzeigersinn im Norden beginnend): Tavira, Olhão, Faro sowie Loulé.

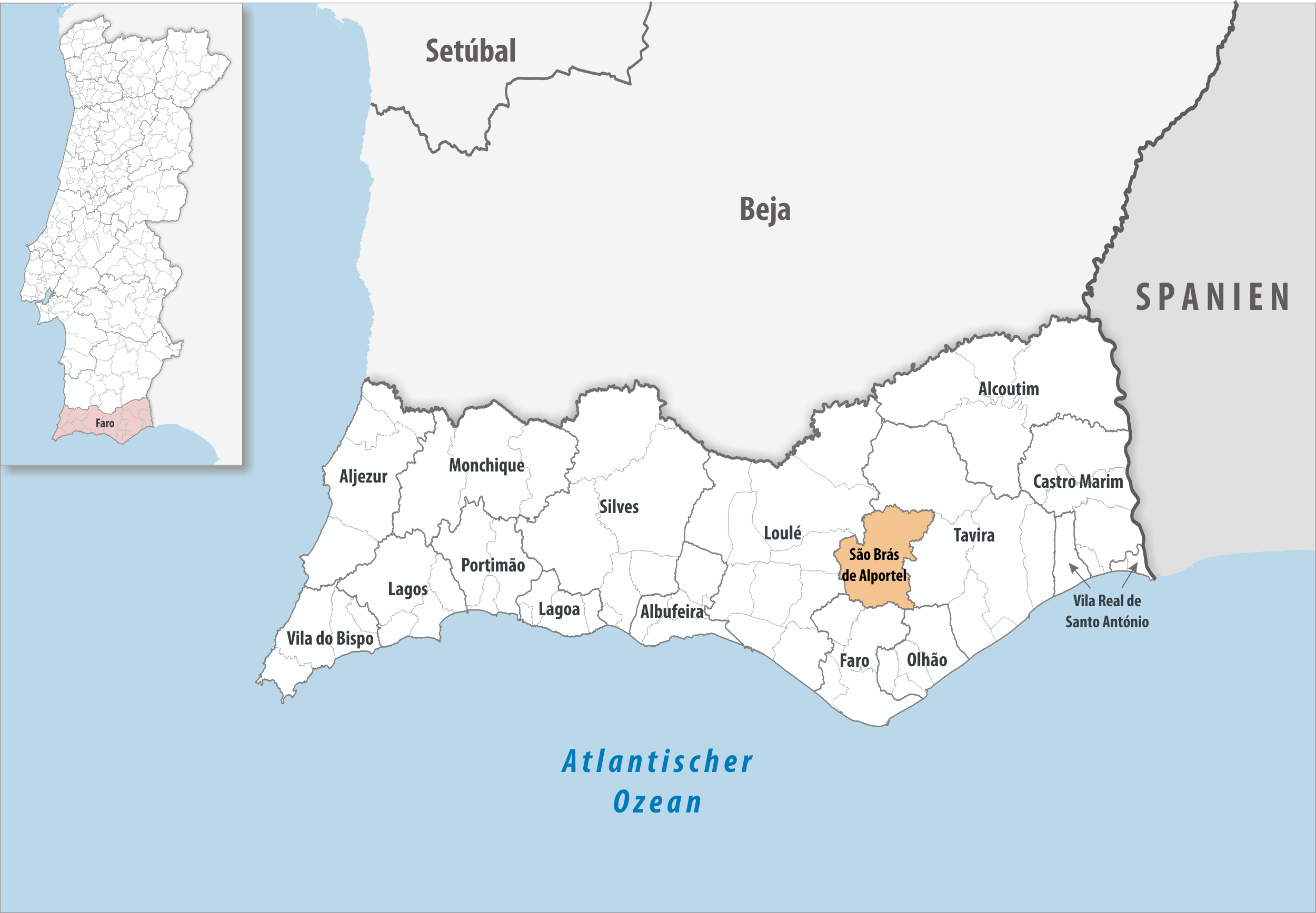
Kreis São Brás de Alportel
Lagekarte des Kreises

## Geschichte

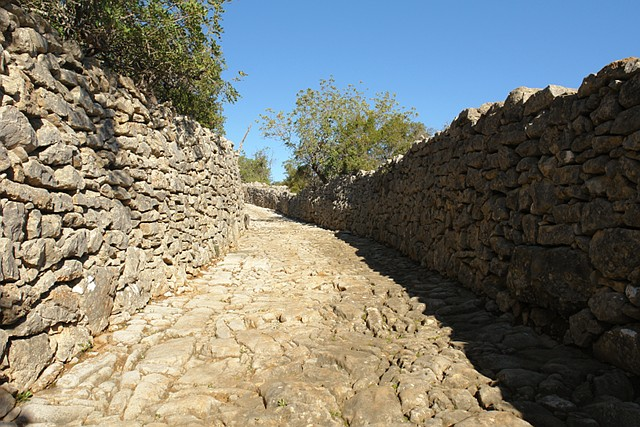
Abschnitt B der Römerstraße (Calçadinha Romana)

Funde belegen die Anwesenheit des Menschen seit der Altsteinzeit. Ab dem 2. Jahrhundert v. Chr. lebten hier Römer. Neben Ausgrabungen von Grabstätten, einer Villa und anderer Gebäude sind auch Teile einer Römerstraße erhalten geblieben, die als Calçadinha Romana (dt. etwa: römisches Pflaster) zu besichtigen ist.
Die Mauren siedelten hier mindestens ab dem 11. Jahrhundert, wie Ausgrabungen u. a. von arabischen Landgütern, und Funde von Keramik und Münzen zeigen. Im Zuge der Reconquista fiel der von den Arabern Xanbras genannte Ort 1249 an das Königreich Portugal. Über die folgende Zeit ist nicht viel über São Brás bekannt. 1518 wurde es dann Sitz einer eigenständigen Gemeinde. Im Zusammenhang mit dem Umzug des Bischofssitzes von Silves nach Faro im Jahr 1581 ließ der Bischof in São Brás einen Bischofspalast errichten (port.: Paço Episcopal).
Im 19. Jahrhundert gewann die hiesige Korkproduktion einige Bedeutung und ermöglichte eine wirtschaftliche Blüte des Ortes. São Brás galt fortan als einer der international bedeutendsten Produktionsstätten für Kork. Im Jahr 1914 wurde die bisher zu Faro gehörende Gemeinde São Brás zum Sitz eines eigenen Kreises namens Alportel. Seither trägt der Ort seinen Namen in der heutigen Form.

## Wirtschaft
Bis heute ist die Produktion und Weiterverarbeitung von Kork ein wesentlicher Faktor. U.a. werden hier die Korken für die Moët-&-Chandon-Champagnerflaschen hergestellt. Die Landwirtschaft stellt insgesamt den wesentlichen wirtschaftlichen Bereich im Kreis dar, insbesondere Johannisbrotbaum, Feigen, Mandeln, und Olivenbaum mit Olivenölproduktion. Auch der Erdbeerbaum zur Herstellung des Medronhos, einer traditionellen Schnapsspezialität der Region, ist zu nennen. Zur lokalen Wirtschaft tragen zudem die Kalkstein- und Brekzie-Steinbrüche im Kreis bei.
Der Fremdenverkehr hat, abseits des Massentourismus der weltbekannten Algarve-Strände, an Bedeutung gewonnen. Insbesondere als naturnaher Individualtourismus wird er hier betrieben, etwa zu den Wanderwegen der Rota da Cortiça (dt. etwa: Korkwanderroute), zur Mandelblüte, zu gastronomischen Veranstaltungen oder als Erholungsurlaub in Einrichtungen des Turismo rural.

## Verkehr
Die Nationalstraße N2 führt zur 8 km südlich liegenden Anschlussstelle Nr. 14 („Faro/Estoi“) der Autobahn A22 (auch Algarve-Autobahn genannt), und weiter zur insgesamt etwa 15 km südlich liegenden Distrikthauptstadt Faro. Dort liegt auch der nächste Eisenbahnanschluss der Linha do Algarve und der internationale Flughafen Faro.
Der Öffentliche Personennahverkehr des Kreises wird durch drei Buslinien der Stadtverwaltung sichergestellt, die von der zentralen Markthalle (Mercado Municipal) starten. Dazu bieten private Buslinien regionale und überregionale Busverbindungen an.

## Sport

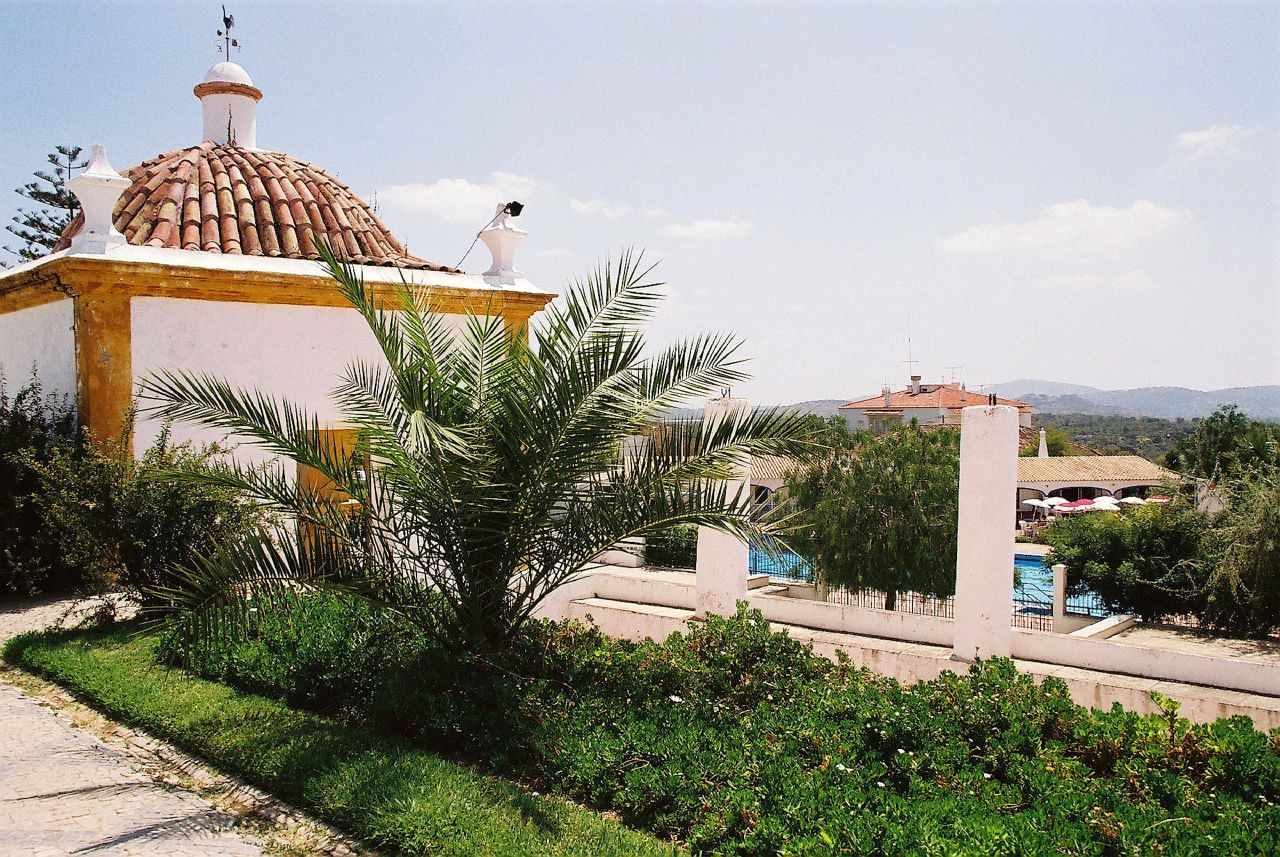
In der städtischen Schwimmanlage Piscina Municipal

Die erste Herrenmannschaft der Fußballabteilung des 1970 gegründeten Vereins União Desportiva e Recreativa Sambrasense trägt ihre Heimspiele im Campo de Futebol Sousa Uva in São Brás de Alportel aus. In der Saison 2013/14 spielte sie in der obersten Liga des Fußballverbands der Algarve um den Aufstieg in die unterste landesweite Spielklasse, dem Campeonato Nacional de Seniores (3. Liga).
Die Fußballabteilung des 1990 gegründeten Vereins Grupo Desportivo Cultural Machados, aus der Ortschaft Machados, nimmt am Spielbetrieb des Distriktverbandes der Algarve teil.
Vom 6. bis zum 9. September 2013 fanden in São Brás de Alportel die portugiesischen Meisterschaften (Taça de Portugal) im Downhill-Mountainbikeradrennen statt.

## Töchter und Söhne der Stadt

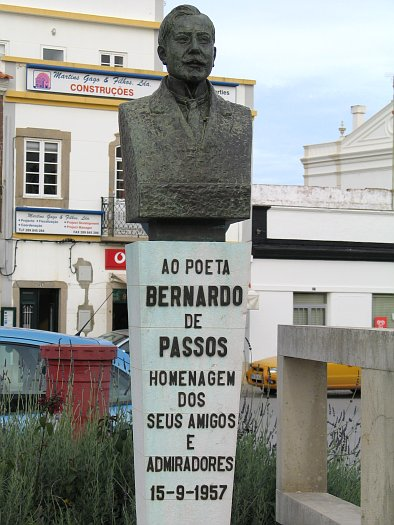
Denkmal des Bernardo de Passos in São Brás de Alportel

- Bernardo de Passos (1876–1930), Lyriker und Kommunalpolitiker
- Manuel Viegas Carrascalão (1901–1977), Anarchist und Gründer einer bedeutenden Politikerfamilie in Osttimor
- João Braz (1912–1993), Lyriker, Journalist und Schriftsteller
- Mariana Villar (1927–1998), Schauspielerin
- José Manuel dos Santos Encarnação (* 1944), Historiker und Archäologe
- Hugo Faria (* 1983), Fußballspieler

Der arabische Dichter und Staatsmann Muhammad ibn Ammar (1031–1086) wurde möglicherweise in Xanbras (dem heutigen São Brás de Alportel) geboren und in Xilb (heute Silves) lediglich registriert. Auch der 1922 als Atlantiküberflieger weltbekannt gewordene Admiral und Historiker Gago Coutinho (1869–1959) wurde vermutlich hier geboren und erst in Lissabon registriert.

## Kommunaler Feiertag
- 1. Juni

## Galerie

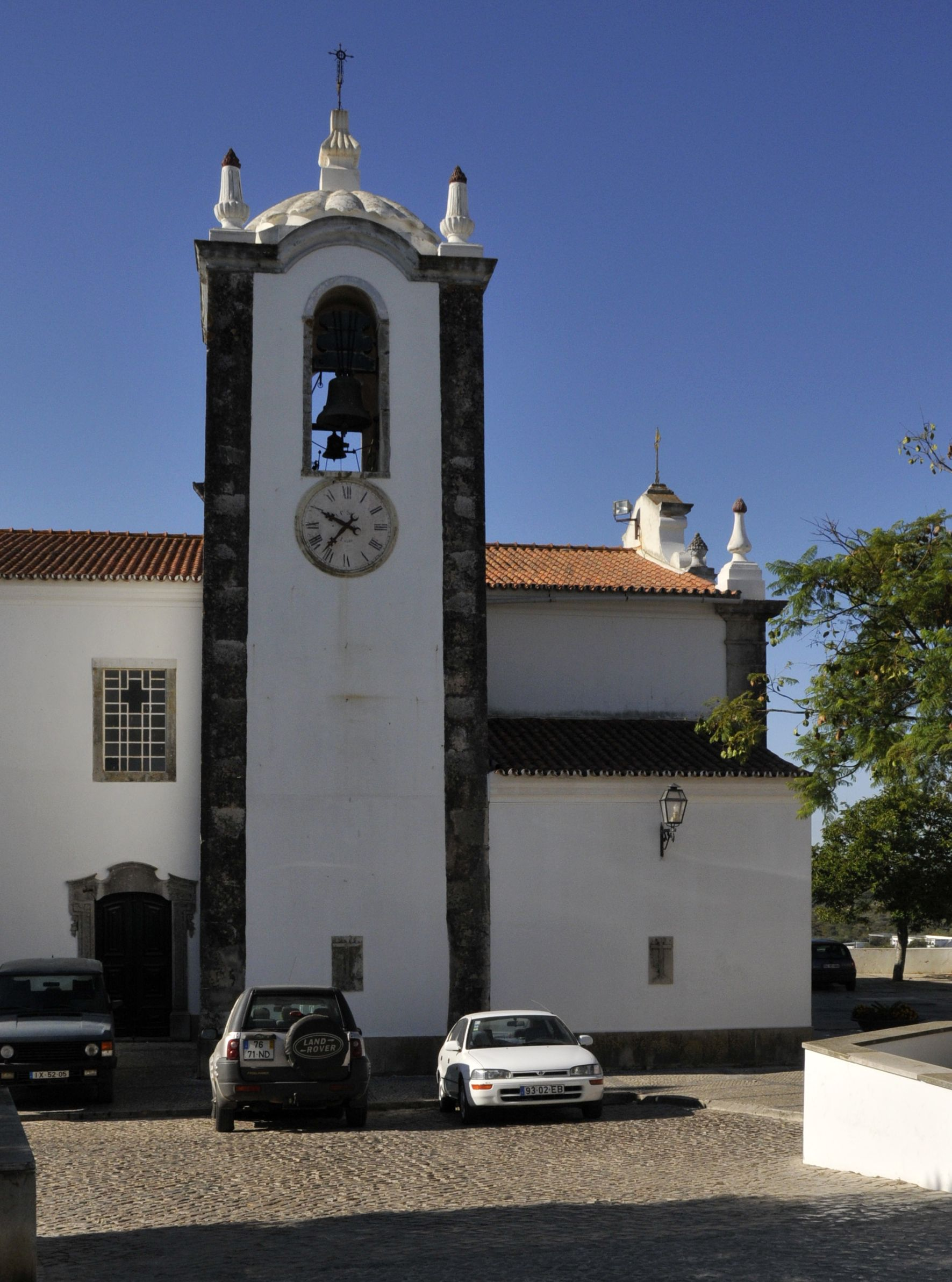
Igreja Matriz
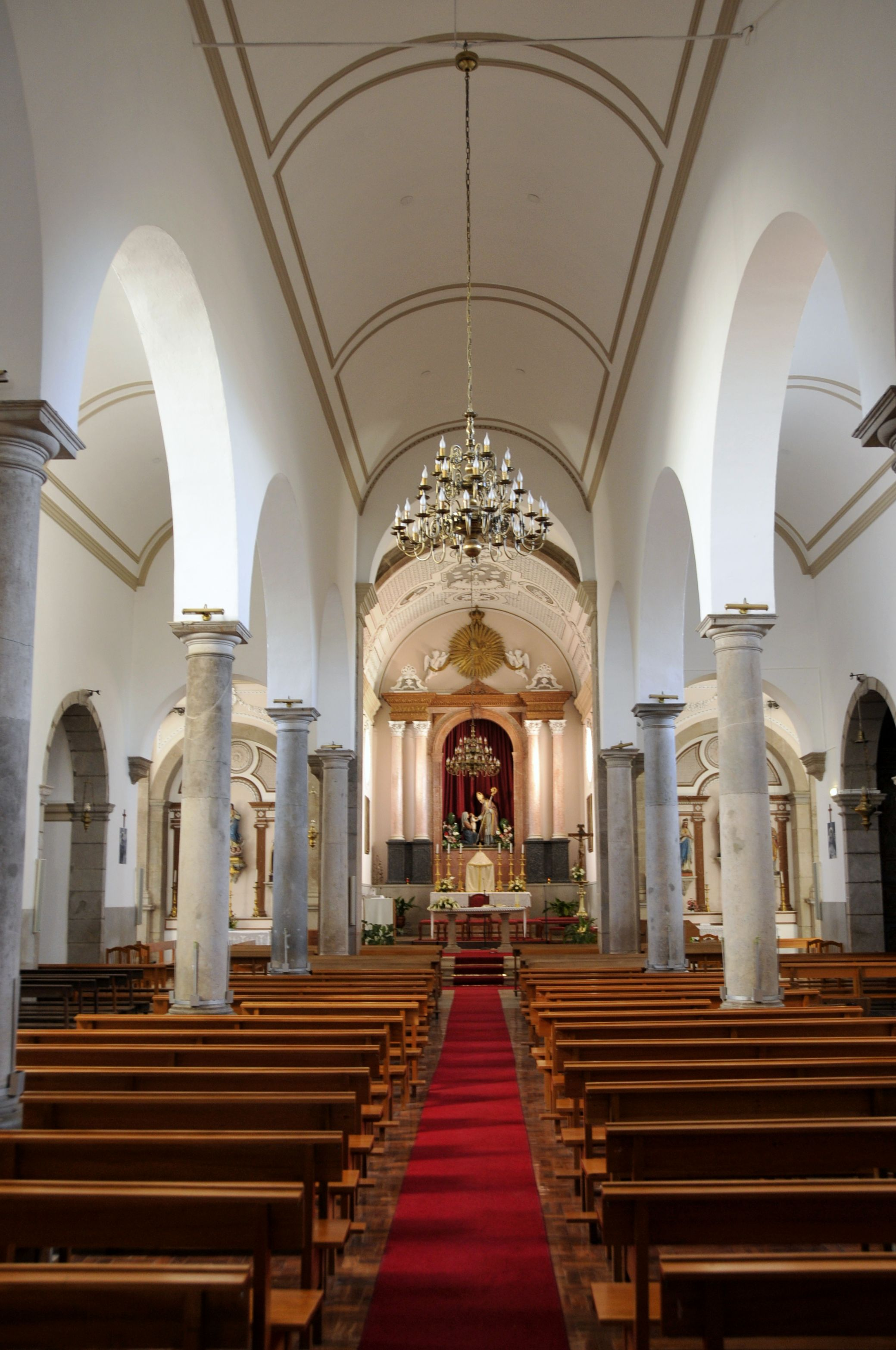
Inneres der Kirche
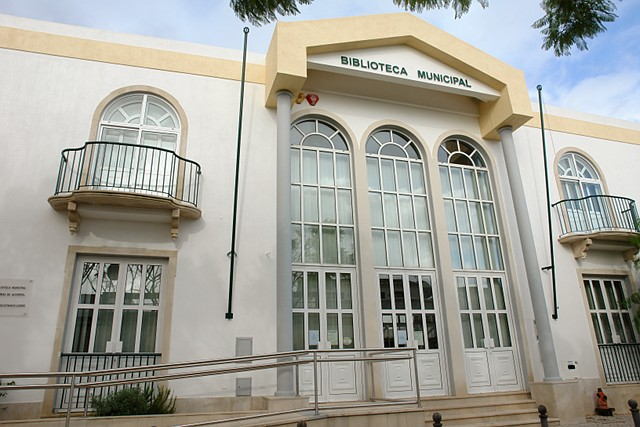
Die Stadtbibliothek
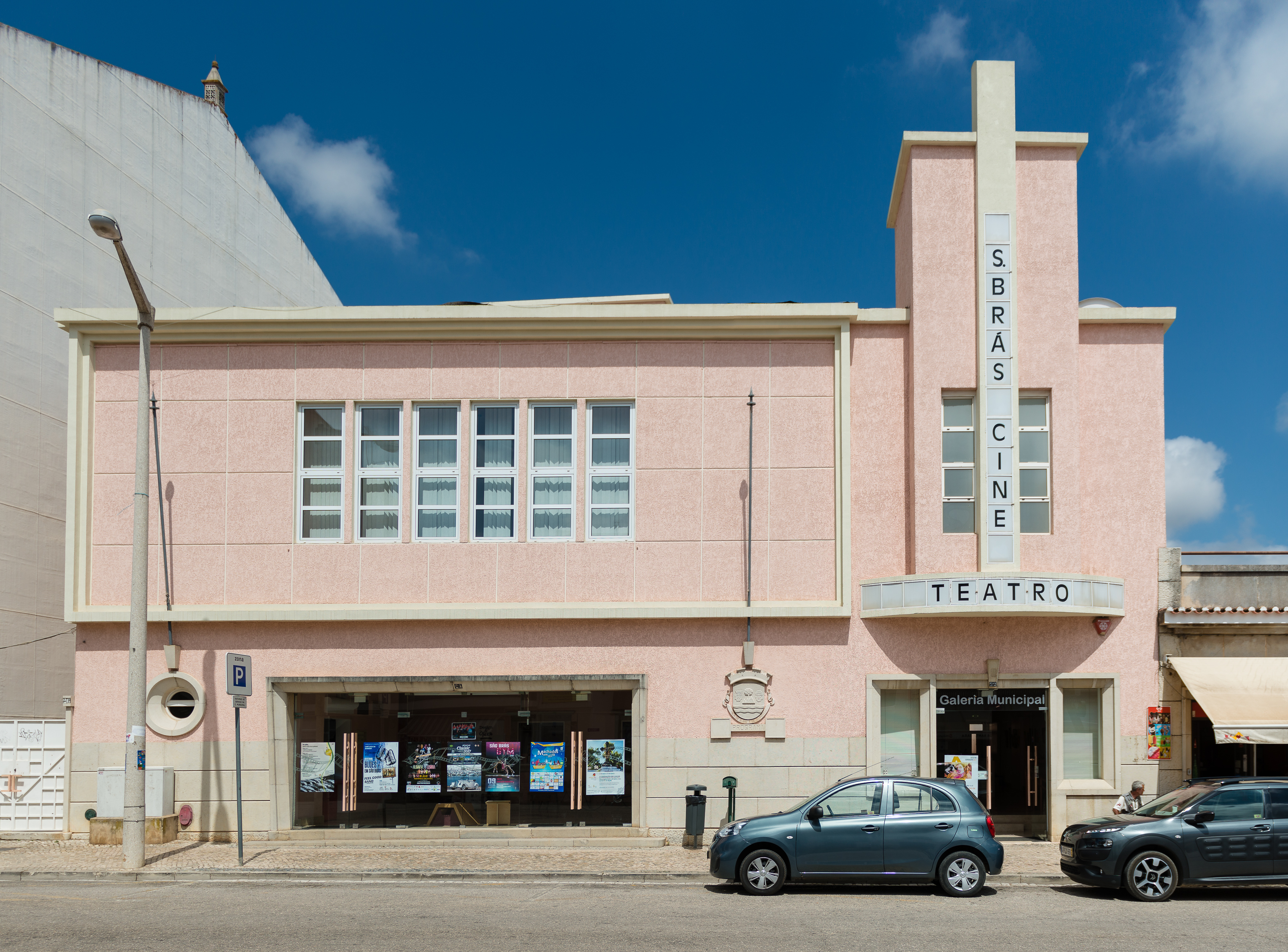
Das sanierte CineTeatro
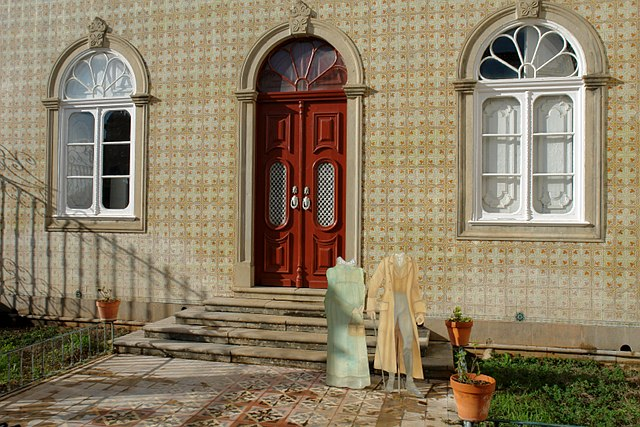
Das Trachtenmuseum Museu do Trajo
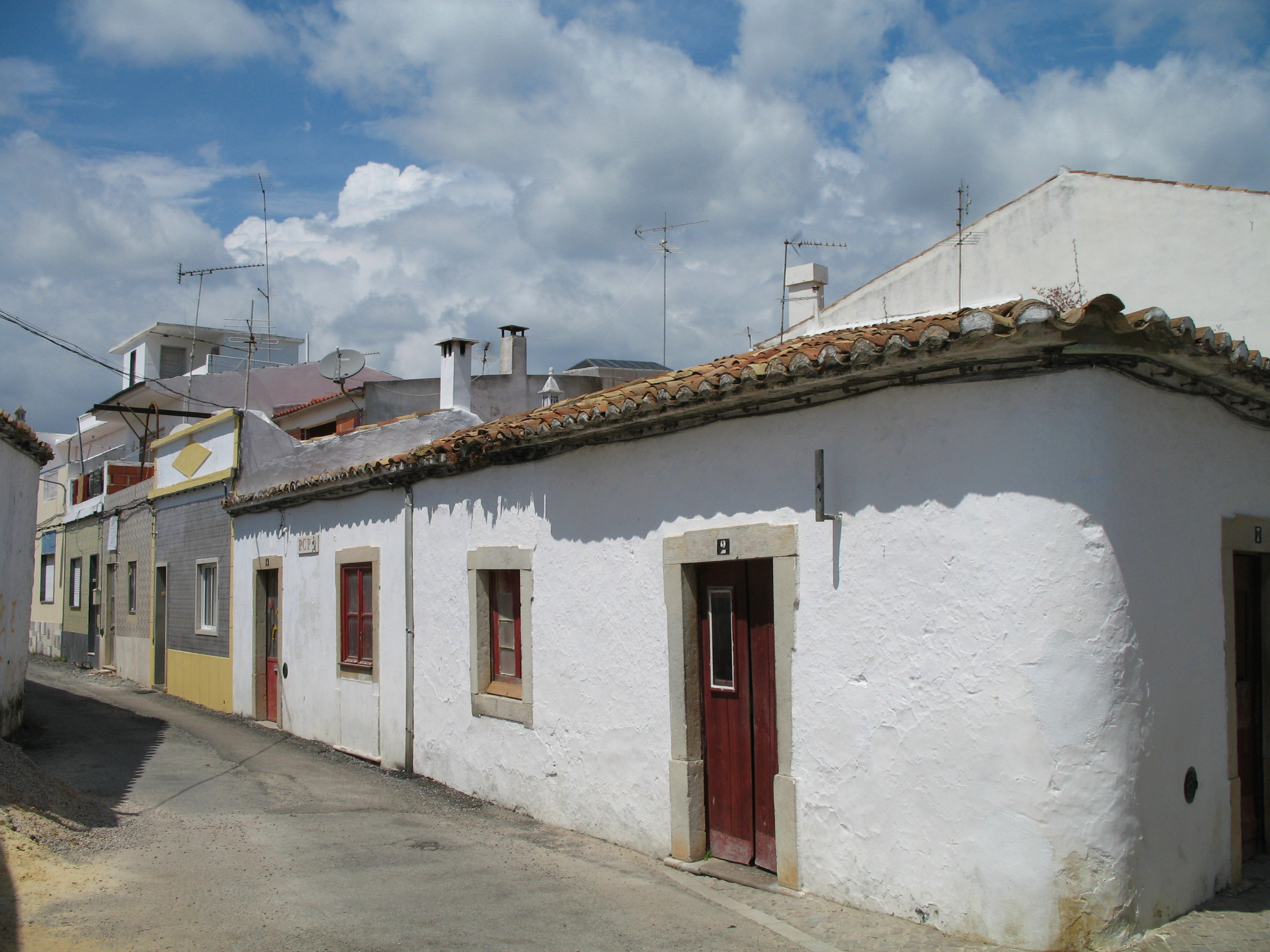
Gasse im historischen Zentrum
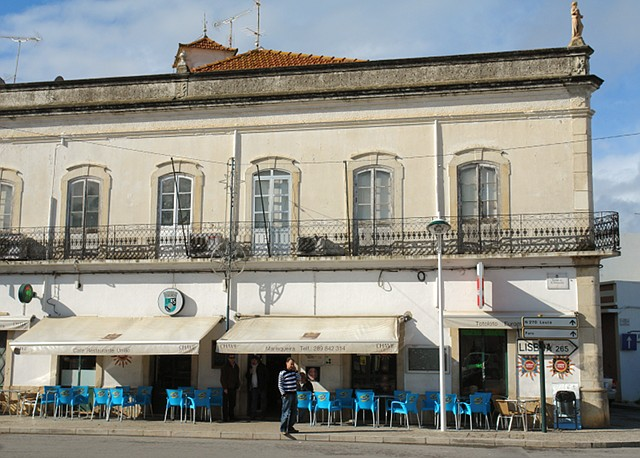
Vereinssitz und Café der União Desportiva e Recreativa Sambrasense